# جول إيبالي
جويل ديودوني مارتن إيبالي نواكا Joël Epalle، من مواليد 20 فبراير 1978

 في ماتومب في الكاميرون، لاعب كرة قدم كاميروني.
بدأ مسيرته الكروية مع نادي إثنيكوس بيرواس اليوناني في عام 1998، ولعب معهم حتى عام 2001، وشارك معهم في 53 مباراة وسجل 3 أهداف، وفي موسم 2001/2002 انتقل إلى نادي باناكايكي اليوناني، وشارك معهم في 44 مباراة وسجل 3 أهداف، وفي موسم 2002/2003 انتقل إلى نادي أريس سالونيكا اليوناني، ولعب معهم 36 مباراة وسجل هدف واحد، وفي عام 2003 انتقل إلى نادي باناثنايكوس اليوناني، ولعب معهم حتى عام 2005، وشارك معهم في 15 مباراة وسجل هدف واحد، وفي عام 2005 انتقل إلى نادي إيراكليس اليوناني، ولعب معهم حتى عام 2007، وشارك معهم في 57 مباراة وسجل 21 هدف، ومنذ عام 2007 وهو يلعب مع نادي بوخوم الألماني.
هو يلعب مع منتخب الكاميرون لكرة القدم.

## روابط خارجية
- جول إيبالي على موقع الاتحاد الدولي (مؤرشف)  (الإنجليزية)
- جول إيبالي على موقع قاعدة بيانات كرة القدم.إي يو (الإنجليزية)
- جول إيبالي على موقع ناشيونال فوتبول تيمز (الإنجليزية)
- جول إيبالي على موقع Soccerway.com (الإنجليزية)
- جول إيبالي على موقع أوليمبيديا (الإنجليزية)